# La Procession, Séville
La Procession, Séville est un tableau réalisé par Francis Picabia en 1912. Cette huile sur toile cubiste représente une procession religieuse sévillane. Exposée au Salon de la Section d'Or en 1912, au Salon des indépendants de 1913 puis à l'Armory Show la même année, elle est aujourd'hui conservée à la National Gallery of Art, à Washington.

## Expositions
- Salon de la Section d'Or, Paris, 1912.
- Salon des indépendants de 1913, Paris, 1913.
- Armory Show, États-Unis, 1913.
- Le Cubisme, Centre national d'art et de culture Georges-Pompidou, Paris, 2018-2019.